# Zutik
Zutik (palabra que en euskera quiere decir «de pie» o «en pie») fue un partido político del País Vasco. En Navarra, sus militantes formaban parte de Batzarre.

## Origen
Zutik se fundó en el año 1991, tras una conferencia de unificación celebrada en Bilbao los días 17, 18 y 19 de marzo, a raíz del trabajo conjunto que venían realizando los años previos los partidos políticos Euskadiko Mugimendu Komunista (EMK) y Liga Komunista Iraultzailea (LKI), organizaciones surgidas tras sendas escisiones sufridas por ETA a lo largo del tiempo durante la dictadura franquista. La convergencia de ambas formaciones fue fruto de un amplio debate surgido en la izquierda revolucionaria vasca como consecuencia de los cambios ideológicos plasmados en las diferentes tendencias marxistas europeas tras la caída del muro de Berlín en 1989. En el resto de España ocurrió un proceso paralelo formándose Izquierda Alternativa a partir de la convergencia entre el Movimiento Comunista y la Liga Comunista Revolucionaria, pero la fusión en este caso fue efímera, pues se rompió en 1993.
Zutik agrupaba a nacionalistas y no nacionalistas vascos de izquierda que consideraban posible una solución consensuada del conflicto vasco que respetara las diferentes identidades y sensibilidades existentes al conjunto de los territorios de Euskal Herria. Zutik se definía a sí mismo como partido político vasco, de izquierda radical y revolucionario, que rechazaba totalmente la violencia terrorista. En 1998 suscribió el Acuerdo de Lizarra-Garazi, cuyo cometido era buscar un "proceso de diálogo y negociación" que lograra el cese del terrorismo de ETA.

## Publicación
Zutik editaba mensualmente la revista Hika, con una tirada de 5000 ejemplares, que era difundida a través del correo, en bares y librerías. Disponía de un responsable de redacción y una serie de colaboradores de apoyo, entre ellos personas destacadas de la vida social, intelectual y política vasca como Julen Rekondo, Ramón Zallo, Milagros Rubio, Iñaki Bárcena, Pedro Ibarra y Joxe Iriarte. La publicación no se limitaba al ámbito impreso y periódicamente organizaba charlas y conferencias en su ateneo.

## Participación electoral
En diferentes procesos electorales de la década de los noventa pidió el voto por Herri Batasuna y Euskal Herritarrok, coalición a la que se integró en el año 1999. Dejó la misma el año 2000 cuando ETA rompió la tregua, y durante el proceso de refundación de Batasuna los integrantes de Zutik tampoco coincidieron con los postulados de la corriente mayoritaria de la agrupación abertzale. En las elecciones generales de 2004 se presentó en coalición con Aralar, sin obtener representación. En las elecciones municipales de 2007 apoyaron algunas candidaturas de la coalición entre Ezker Batua-Berdeak y Aralar, obteniendo tres concejales en total, uno por Mondragón, otro por Anzuola y otro por Oñate.

## Escisión
En 2005 unos sesenta militantes, la mayoría provenientes de LKI, se escindieron de Zutik por discrepancias políticas relacionadas con el conflicto nacional de Euskal Herria, con la orientación dominante en Hika (publicación de Zutik), con las decisiones o silencios políticos respecto a las elecciones o el Plan Ibarretxe, así como con las posiciones sostenidas por Batzarre en Navarra. En marzo de 2007 crearon Ezker Gogoa junto a militantes de otras formaciones políticas y sindicales, con la pretensión de que fuera un foro para la renovación de la izquierda vasca. En octubre de 2009 este colectivo se integró en el nuevo partido Alternatiba, debido a la coincidencia en los principios políticos de ambas organizaciones.

## Cambio organizativo
En junio de 2008 Zutik realizó en Rentería su Conferencia Nacional, donde se oficializó el cambio de criterio organizativo respecto a su fundación, por el cual dejaba de ser un partido político al uso para renunciar a su actividad pública y centrar sus esfuerzos en apoyar a los movimientos sociales que trabajan en su misma órbita; convirtiéndose en un colectivo social, organizado a modo de red plural de apoyo mutuo, con el fin de combinar la autonomía de las partes y la acción conjunta. En este sentido, en marzo de 2009 se presentó públicamente la corriente interna Gorripidea, con un perfil más abertzale.

## Disolución
Después de este cambio de organización, en noviembre de 2010 se comenzó a plantear la autodisolución de Zutik dada su pluralidad ideológica, habiendo sectores que pidieron el voto para Patxi López en las elecciones al Parlamento Vasco de 2009, mientras que otros se solidarizaban con la izquierda abertzale ilegalizada. Finalmente, la asamblea general extraordinaria celebrada en Bilbao el 17 de diciembre de 2011 decidió por unanimidad dar por finalizada la existencia organizativa de Zutik, aprobando su disolución definitiva. A consecuencia de ello, la corriente interna Gorripidea adoptó la decisión de constituirse en partido político.